# Lenguas tebera-pawaia
Las lenguas teberano-pawaia son un familia lingüística bien establecida dentro de las lenguas papúes. S. Wurm (1975) relacionó las lenguas teberanas propiamente dicha con el idioma pawaia y consideró que este subgrupo podría formar parte del filo de las lenguas trans-neoguineanas. Malcolm Ross (2005) revisó la clasificación de Wurm pero mantuvo también tentativamente al teberano-pawaia dentro del trans-neoguineano.

## Clasificación

### Lenguas del grupo
Las lenguas teberano-pawaia se dividen en dos ramas:
- Rama teberana: Dadibi y Folopa (Podopa).
- Rama pawaia: Pawaia.

### Relación con otras lenguas
Dentro de las lenguas trans-neoguineanas, el proyecto comparativo ASJP encuentra que las lenguas tebera-pawaia tienen una similitud léxica más cercana con las lenguas chimbu-wahgi.

## Comparación léxica
Comparación léxica:
| GLOSA   | Dadibi      | Folopa (dialecto Sopese) | Folopa (dialecto Bɔro) | Folopa (dialecto Suri) | Tebera        |
| ------- | ----------- | ------------------------ | ---------------------- | ---------------------- | ------------- |
| cabeza  | tobudu      | topo                     | tobo                   | dobo                   | tobuřo        |
| cabello | tobudu nizi | topo neki                | tobu nigi              | dobu nigi              | tobu nigi     |
| oreja   | ořo         | woleke                   | usani                  | ořoge                  | ozini         |
| ojo     | gedu        | kele                     | kɩle                   | geře                   | kʌle          |
| nariz   | guni        | fopa ai                  | fobaʔai                | fobai                  | gunumu        |
| diente  | kɛli        | seřeke                   | sɛřɛge                 | sɛřɛge                 | sega̧          |
| lengua  | hamiya      | hape                     | habe                   | gonoma                 | habi          |
| pierna  | sa̧ga̧        | holȩke                   | ho̧                     | hořoge                 | hɔ            |
| piojo   | no̧u̧         | doi                      | dui                    | dui                    | dui           |
| perro   | yowi        | ha̧u̧                      | ha̧o̧                    | ha̧o̧                    | ha̧o̧           |
| ave     | ba          | ba                       | ba                     | ba                     | ba            |
| huevo   | ba ge       | ba ke                    | ba ge                  | ba age                 | ba ge         |
| sangre  | kanimi      | wi                       | fage                   | fage                   | fɛ̧            |
| hueso   | dili        | təři                     | dʌři                   | dʌři                   | dɩli          |
| piel    | tigiwali    | tiki                     | sɛ̧ga̧i̧                  | sɛ̧ga̧i̧                  | sɛ̧ga̧i̧         |
| pecho   | ami         | awa̧                      | a̧u̧wa                   | tigi a̧i̧                | ami           |
| árbol   | ni          | ni                       | ni                     | ni                     | ni            |
| hombre  | bidi        | hwȩ                      | hwi̧                    | hwi̧                    | hwi̧           |
| mujer   | we          | šo                       | sou                    | sou                    | sou           |
| sol     | giliga      | suḳʷa                    | sugua                  | teřeuna                | yȩ            |
| luna    | podua       | kasiapu                  | ha̧di                   | haři                   | koi           |
| agua    | a̧i̧; wȩ      | ipi                      | wȩi̧                    | wi̧                     | wȩi̧           |
| fuego   | sia         | si                       | si                     | si                     | si            |
| piedra  | mazigi      | kapo                     | kʰani                  | gabo                   | kabo          |
| nombre  | nogi        | doi                      | doi                    | nimi                   | diai          |
| comer   | tubo        | nae                      | nai                    | nae                    | nugidabo      |
| uno     | dɛlɛli      | peta̧ti                   | mɛ̧                     | koři sali demo         | mɛzazibo      |
| dos     | si          | tapala tamo              | tamu                   | damo                   | dabada damubo |